# Yasser Seirawan
Yasser Seirawan (* 24. března 1960, Damašek, Sýrie) je americký šachový velmistr, čtyřnásobný mistr USA. V roce 1979 dokázal vyhrát mistrovství světa juniorů. Je také šachovým spisovatelem a komentátorem.
Seirawan se narodil v Damašku, v sedmi letech ale s rodinou emigroval do Spojených států amerických, kde se také naučil hrát šachy. Jedním z jeho trenérů byl i Lubomír Kaválek. V devatenácti letech se stal juniorským mistrem světa a díky spolupráci s Viktorem Korčnojem se zapsal do širšího povědomí šachového světa.
S aktivní hrou nicméně na nějaký čas přestal[kdy?] a místo toho se věnoval psaní a snahám o sjednocení bojů o šachového mistra světa, což se nakonec v roce 2006 podařilo.
V roce 2011 se znovu začal účastnit většího počtu profesionálních turnajů a jako člen americké reprezentace dokázal vyhrát několik her na mistrovství světa družstev v Číně. Dvakrát po sobě také vyhrál turnaj Dutch Open Blitzchess.